# المؤتمر الإفريقي
المؤتمرالأفريقي (بالفرنسية: Convention Africaine)‏ هو حزب سياسي في غرب إفريقيا الفرنسية، تم تشكيله في الأصل في اجتماع عقد في داكار في 11 يناير 1957. يتألف الحزب من الكتلة الشعبية السنغالية بقيادة ليوبولد سيدار سنغور، والحركة الشعبية الأفريقية بقيادة نازي بوني في فولتا العليا، والجبهة الديمقراطية النيجيرية بقيادة زودي إخيا في النيجر.
في انتخابات الجمعية الإقليمية لعام 1957، فازت الأحزاب الأعضاء بـ 96 مقعدًا. فاز الحزب في السنغال، وحصل على حضور في ثلاث جمعيات أخرى. 
في مارس 1958، اندمجت الحزب والحركة الاشتراكية الأفريقية لتشكيل حزب التجمع الأفريقي. 